# Ixquic
Según el Popol Vuh, Ixkikꞌ (del quiché: ixkikꞌ ‘la sangre’‘ix-, prefijo femenino; kikꞌ, sangre’) era la hija de Quqjumakik, uno de los Señores de Xib'alb'a, el inframundo maya. La joven doncella escuchó la historia de Jun Junajpu, un dios que había sido transformado en Árbol de Jícara. Ella visitó al Árbol clandestinamente y quedó embarazada cuando el Árbol le bañó con saliva una mano. Ella salió al mundo exterior y vivió con Ixmukaneꞌ y dio a luz a los dioses mellizos Junajpu (hombre) y Xbꞌalamqꞌe (mujer).
Ixkikꞌ (o Xkikꞌ) es la Diosa Madre Virgen, con la que inicia el Tercer Ciclo del Pop Wuj.